# Nebiogastes
Nebiogastes  fue un militar romano occidental. Ocupó el cargo de magister militum en el año 407, durante el gobierno de Honorio pero no a sus órdenes sino a las del usurpador Constantino de Britania.
El 31 de diciembre de 406 un conglomerado de pueblos bárbaros invadió la Galia. Al poco, Constantino de Britania fue proclamado emperador por las tropas estacionadas en la isla y al mando de ellas cruzó el estrechó y desembarcó en el continente. Antes de partir, nombró a Justiniano y Nebiogastes como sus generales de confianza.
Las tropas estacionadas en la Galia se unieron a Constantino y el ejército avanzó junto al Rin hacia la provincia de Germania Primera donde consiguieron infringir una sonada derrota a los invasores que todavía permanecían en ella. Para entonces, el gobierno de Honorio consideró a Constantino una amenaza mayor para sus intereses que los propios invasores y envió un ejército contra él al mando de Sarus. Constantino, por su lado, destacó a Justiniano con un contingente de sus tropas para hacerle frente aunque la batalla resultó desfavorable y Justiniano cayó en el combate.
Constantino y Nebiogastes que venían detrás con más tropas tuvieron que refugiarse en Valentia (Valence) donde fueron sitiados por Sarus. Se entablaron negociaciones, entonces, entre ambos ejércitos y en uno de los encuentros, Nebiogastes fue engañado y capturado por Sarus quién lo ejecutó.